# Psychrophrynella ankohuma
Espèce
Synonymes
- Phrynopus ankohuma Padial & De la Riva, 2007

Statut de conservation UICN

 VU B1ab(iii)+2ab(iii) : Vulnérable
Psychrophrynella ankohuma est une espèce d'amphibiens de la famille des Craugastoridae.

## Répartition
Cette espèce est endémique de la province de Larecaja dans le département de La Paz en Bolivie. Elle se rencontre de 3 540 à 3 690 m d'altitude sur le versant Nord-Est du massif Ankohuma-Illampu.

## Description
Cette espèce mesure de 20,0 à 27,3 mm.

## Étymologie
Son nom d'espèce lui a été donné en référence au lieu de sa découverte, le Nevado Ankohuma dans le massif Ankohuma-Illampu.

## Publication originale
- De la Riva, 2007 : Bolivian frogs of the genus Phrynopus, with the description of twelve new species (Anura: Brachycephalidae). Herpetological Monographs, vol. 21, p. 241-277 (texte intégral).